# تشارلز لان (مخرج)
تشارلز لان (بالإنجليزية: Charles Lane)‏ هو مخرج أمريكي، ولد في 26 ديسمبر 1953 في نيويورك في الولايات المتحدة.

## وصلات خارجية
- تشارلز لان على موقع IMDb (الإنجليزية)
- تشارلز لان على موقع ألو سيني (الفرنسية)
- تشارلز لان على موقع أول موفي (الإنجليزية)
- تشارلز لان على موقع قاعدة بيانات الأفلام السويدية (السويدية)
- تشارلز لان على موقع قاعدة بيانات الفيلم (الإنجليزية)
- تشارلز لان على موقع كينوبويسك (الروسية)